# Wikingerzeitliche Münzfunde im Ostseeraum

Ostsee mit den heutigen Anrainerstaaten und Inseln

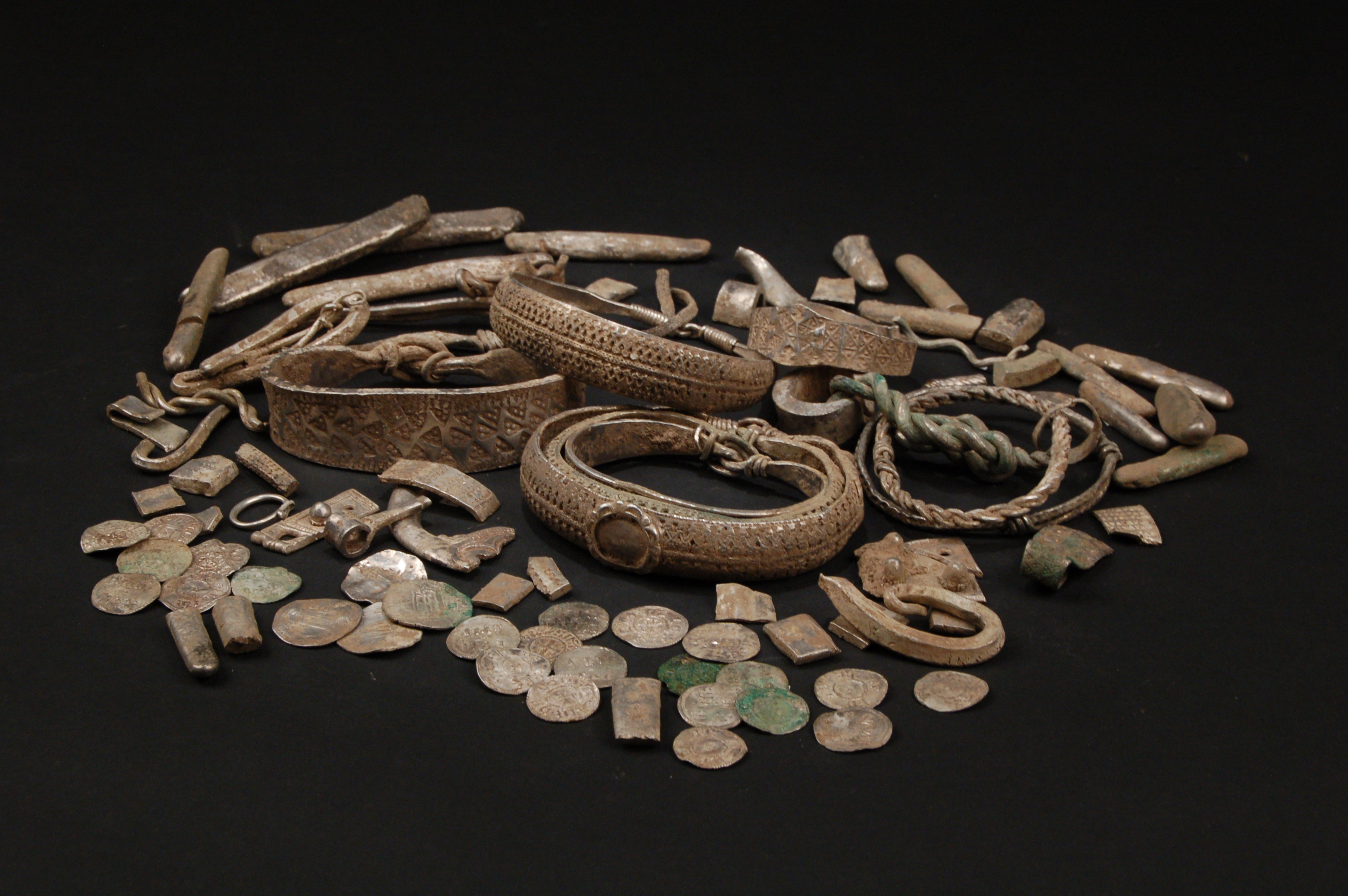
Typischer wikingerzeitlicher Hortfund (hier Silverdale, England aus dem Jahr 2011): Hacksilber, Münzen, Schmuck und Silberbarren

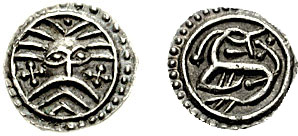
Sceatta aus dem 8. Jahrhundert aus Ribe (Dänemark)

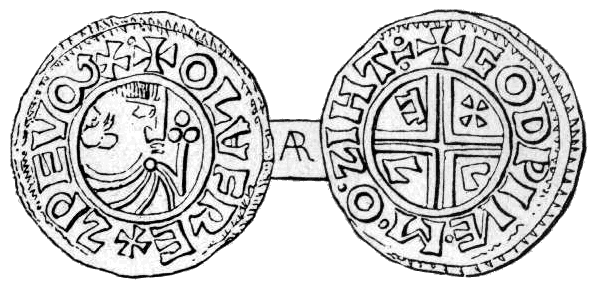
Silbermünze des Königs Olof Skötkonung

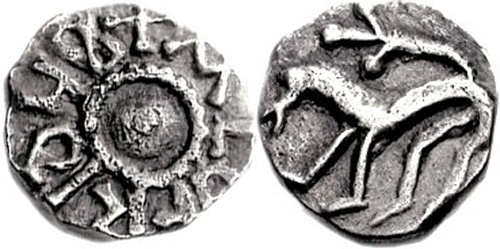
Englische Münze aus der Zeit des Königs Aldfrith von Northumberland (7. Jahrhundert)

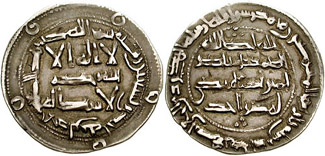
Dirham aus dem Jahre 807, Emirat von Córdoba

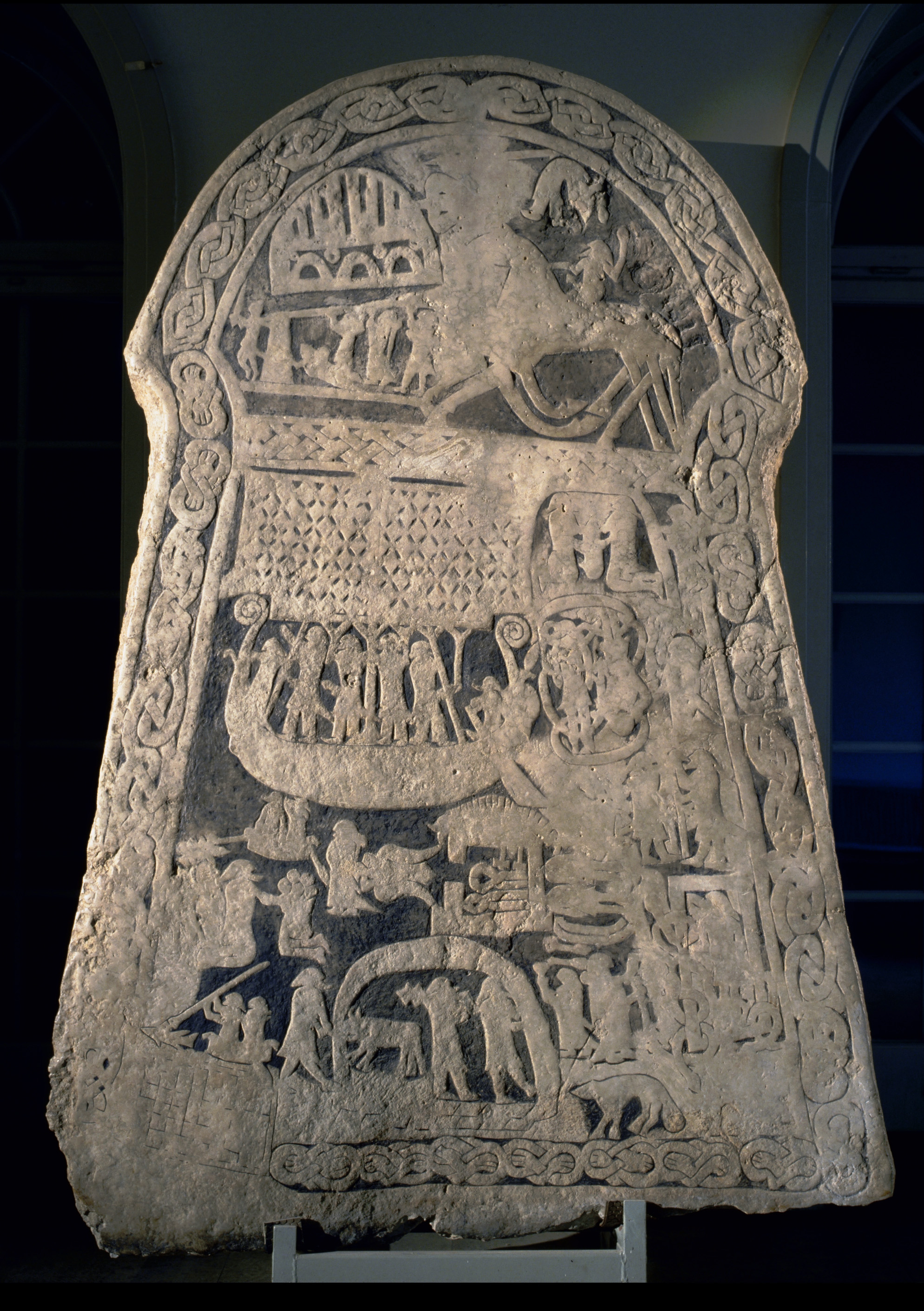
Gotländischer Bildstein aus dem 8. Jahrhundert mit Abbildung eines Wikingerschiffs

Die wikingerzeitlichen Münzfunde im Ostseeraum stammen – abgesehen von wenigen byzantinischen – aus England, dem Frankenreich und der islamischen Welt. Im Ostseeraum wurden im Frühmittelalter keine Münzen geprägt. Gleichwohl ist ab dem 4. Jahrhundert der Seehandel belegt. In Gudme und Sorte Muld wurde ein Umlauf von römischem Geld nachgewiesen. In den Funden treten römische Denare und Solidi auf, die teilweise noch nach dem 8. Jahrhundert als Gewichtsgeld in Umlauf sind. Die ersten Münzen im Norden prägte Olof Skötkonung, schwedischer König um 1000 n. Chr. in Sigtuna und Sven Gabelbart (König 986–1014) in Dänemark.
Einen der ersten Münzfund mit 450 islamischen Münzen machte Hjalmar Stolpe (1841–1905) 1872 in Birka.

## Räumliche Abgrenzung
Ein besonderer Brennpunkt wikingerzeitlicher Aktivitäten war der westliche Ostseeraum an der Verbindung des Binnenmeeres zur Nordsee. Die strategisch günstige Lage an den östlichen Meerengen machte es den Wikingern möglich, mit ihren Schiffen nicht nur Seehandel bis nach Spanien zu betreiben, sondern auch zu Plünderungsfahrten in den Nordatlantik, vor allem auf die Britischen Inseln zu starten. Besonders reiche und häufige Funde aus Jütland zeigen, wohin das Münzgeld aus vielen Teilen der damals bekannten Welt floss.
Über das östliche Baltikum ließen sich auch Handelsverbindungen ins heutige Russland, das damals in seinen westlichen Teilen von einer skandinavischen Oberschicht, den Warägern dominiert war, knüpfen. Die schiffbaren Handelswege verliefen über die Flüsse Dnepr und Wolga, bis an das Schwarze Meer und die Kaspische See. Über diese Routen erreichten Händler Konstantinopel und Trieben Handel mit dem Reich der Abbasiden mit der Hauptstadt Bagdad und dem Emirat der Samaniden mit den Hauptorten Buchara und Samarkand. Der durch die Ausbreitung des Islam nahezu zum Erliegen gekommene Mittelmeerhandel konnte durch diese Verbindungen zeitweise ersetzt werden. Münzen aus der islamischen Welt häufen sich besonders in Timerevo in Russland und auf der schwedischen Insel Gotland. Ein durch Schulkinder im Jahr 1975 nahe der Bucht Bandelundaviken gemachter Fund enthielt allein 1500 arabische Silbermünzen aus dem 10. Jahrhundert. Seither werden nahezu jährlich Silbermünzen auf Gotland gefunden. Die rund 166.000 bisher gefundenen Münzen stammen aus über 400 Horten.

## Zeitliche Abgrenzung
Der Beginn der Wikingerzeit wird oft mit dem Überfall auf das Kloster von Lindisfarne, einer Insel vor der Küste von Northumberland datiert. Münzen aus England bilden seither einen wesentlichen Teil der Hortfunde, die im Ostseeraum gemacht wurden. Ebenfalls mit einem Ereignis in England, nämlich der Eroberung des Landes durch die Normannen unter Wilhelm I. im Jahr 1066 wird die Wikingerzeit von den Historikern abgeschlossen. Damals endeten auch die Danegeld genannten Tributzahlungen aus England an nordische Herrscher. Für die numismatische Entwicklung im Ostseeraum ist es jedoch notwendig, den Zeitraum bis rund 1130 auszudehnen. In dieser Zeit wurde das Gewichtsgeld im Wirtschaftsraum der Ostsee endgültig durch Münzgeld ersetzt. In Schweden entstanden die ersten dauerhaft operierenden Münzprägestätten, nachdem es um die Jahrtausendwende schon kurzfristige Versuche der Münzausgabe gegeben hatte. Der Penning setzte sich schließlich durch, obwohl er anfangs nur in dünnen und leicht zerbrechlichen Exemplaren geschlagen wurde.

## Münzen aus dem Frankenreich und dem Deutschen Reich
Zu Beginn der Wikingerzeit existieren im Westen nur Münzprägestätten im Frankenreich und in England, deren Münzen die Vorbilder nordischer Prägungen der Folgezeit sind, z. B. jenen aus Haithabu.
Mit der auf der nordfriesischen Insel Föhr gefundenen, um 755 geprägten karolingischen Münze beginnt der Nachweis des Münzexports aus deutschen Quellen. Bis zum Prägedatum 800 bestehen aber etwa 60 % der Münzen im Ostseeraum aus arabischen Münzen. Ab 940 geht dieser Anteil zurück und endet zwischen 970 und 990. Auch der Anteil merowingischer Münzen ist gering. Die zwischen 1976 und 1986 gemachten Funde von Föhr umfassen neun merowingische Denare und sind damit die nördlichste Fundstelle dieses Geldes. Die Funde karolingischer Münzen umfassten bis 1991 im gesamten Ostseeraum 111 Stück aus 48 Funden. Dies deutet darauf hin, dass dieses Geld für den Handel in Umlauf geblieben ist und nicht wie die Silbermünzen aus den hohen Tributzahlungen englischer Königreiche und Städte in großen Mengen deponiert wurde.
Erst aus der ottonisch-stauffischen Zeit gibt es größere Münzfunde. Die Prägestätten dieser Münzen waren Mainz, Trier und Köln, die späteren geistlichen Kurfürstentümer. In der zweiten Hälfte des 11. Jahrhunderts gewannen Bremen und Goslar als Münzprägestätte an Bedeutung.

## Münzen aus England
Nach dem Angriff auf Lindisfarne 793 gab es immer wieder Raubzüge und Plünderungen der Wikinger in England. 991 schlug Erzbischof Sigeric vor, Danegeld in Höhe von 10.000 Pfund Silber zur Abwendung der Plünderungen zu zahlen. 994 nahmen die Plünderungen unter Olav I. Tryggvason zu und konnten erst nach der Belagerung von London mit einer Zahlung von 16.000 Pfund Silber durch König Æthelred beendet werden. 1002 wurden 24.000 Pfund gezahlt. Die Forderungen steigerten sich bis 1011 auf 48.000 Pfund. Die letzte Zahlung 1018 betrug 78.000 Pfund plus 10.500 aus London. Dieses Gewichtsgeld bestand nicht nur aus Hacksilber wie Teilen von Barren, Schmuck und Silberblechen, sondern zu einem großen Teil auch aus englischen Münzen. Die Tributzahlungen in Form von Hacksilber führten nach der Rückkehr Olav Tryggvasons im Jahr 995 nach Norwegen, das er unter seiner Herrschaft vereinigen konnte, zu ersten Versuchen, auch in Norwegen eigene Silbermünzen zu prägen.

## Münzen aus der islamischen Welt
Im Zeitraum von 800 bis 970 n. Chr. waren Münzen aus der arabischen bzw. islamischen Welt im Ostseeraum vorherrschend. Der Münzfund von Timerevo (Russisch: Тимерёво, Timeryovo) in der Nähe des Dorfes Bolshoe Timeryovo, südwestlich von Jaroslawl, in Russland, ist mit über 2000 Münzen das größte Vorkommen frühmittelalterlicher arabischer Münzen in Nordeuropa. Serienmäßig hergestellte Waagen und Normgewichtssätze sicherten ab etwa 870 n. Chr. eine einheitliche Bewertung des Gewichtsgeldes im gesamten Handelsraum. Man vertraute auf den gleich bleibenden Feingehalt der Münzen, die bis zum Anfang des 9. Jahrhunderts aus Bagdad und Teheran kamen. Danach kamen als weitere Prägeorte Taschkent und Samarkand hinzu, deren Münzen ab 870 den Hauptteil der Funde ausmachen.
Eine Schlüsselrolle für den Handel zwischen Asien und dem Orient mit Russland und Nordeuropa nahm in dieser Zeit das Reich der Chasaren ein. Durch ihr Gebiet an Dnepr, Wolga und im Kaukasus führte, größtenteils über Wasserwege, die Verbindung zwischen der Ostsee und dem Schwarzen Meer, der Weg von den Warägern zu den Griechen. Über das Schwarze Meer konnte Konstantinopel erreicht werden, über das Kaspische Meer das Emirat von Buchara unter der Herrschaft der Samaniden und das Reich der Kalifen aus dem Hause der Abbasiden.
Die Silbermünzen wurden in den Ländern des Ostseeraums oft eingeschmolzen und zu Schmuck verzarbeitet. Dies zeigt eine Analyse vieler Silberfunde aus der Sammlung der Forschungsstelle für islamische Numismatik Tübingen durch das Bernoullianum in Basel. Mittels Röntgenfluoreszenzanalyse konnten winzige Verunreinigungen des Silbers mit Wismut, Blei, Kupfer, Gold, Arsen und anderer chemischer Elemente nachgewiesen werden. Ihr Anteil gibt Hinweise auf den Herkunftsort des Metalls. Schmuckstücke aus Schweden, Schleswig-Holstein, dem Odergebiet sowie der Handelsmetropole Haithabu haben die gleiche Zusammensetzung wie die Münzen, die in Samarkand oder in Taschkent geprägt wurden. Ab dem Jahr 840 n. Chr. wurden die Münzimporte aus der islamischen Welt in den Ostseeraum geringer und kamen zwischen 860 und 870 vollständig zum Erliegen. Der Grund dafür war der sinkende Silbergehalt der Münzen, denen immer mehr Kupfer und zum Gewichtsausgleich Blei beigemengt wurde.
Mögliche Ursachen für die Münzverschlechterungen könnten das Versiegen der Minen im Hindukusch oder Unruhen im Emirat von Nasr II. gewesen sein. 843 n. Chr. kam es dort zu Aufständen, weil die Armee keinen Sold erhielt. Dies ließ sich durch Verschlechterung der Münzen beheben, da in einer Münzgeldwirtschaft die Münzen ihren Nominalwert beibehalten. In der Gewichtsgeldwirtschaft des Ostseeraums war dies nicht möglich. Das schnelle Ende der Silberimporte aus diesem Raum könnte jedoch durch die Unterbrechungen der Handelswege ausgelöst worden sein, die durch Angriffe auf das Reich der Chasaren in den späten 860er Jahren bedingt wurden. Im 11. Jahrhundert kam es durch das Erstarken des römisch-deutschen Kaiserreichs und den frühen Bergbau im Harz, im Schwarzwald und in den Vogesen zu einem verstärkten Umlauf deutscher Münzen im Ostseeraum.

## Münzfunde aus der Zeit von 8. bis zum 12. Jahrhundert
Nach Cecilia von Heijne und Hendrik Mäkeler sind folgende Münzmengen aus Funden in Norwegen und im Ostseeraum belegt, sie stammen aus der Zeit von rund 800 n. Chr. bis 1130 n. Chr.:
| Region             | islamische Münzen | fränkische und deutsche Münzen | englische Münzen | gesamt |
| ------------------ | ----------------- | ------------------------------ | ---------------- | ------ |
| Norwegen           | 400               | 3300                           | 3300             | 10700  |
| Schweden mit Öland | 16700             | 17000                          | 6000             | 48000  |
| Gotland            | 65500             | 65200                          | 26500            | 165900 |
| Alt-Dänemark       | 7400              | 21700                          | 15100            | 70000  |
| Polen und Polabien | 30000             | 150000                         | 4500             | 250000 |
| Russland           | 100000            | 50000                          | 3500             | 155000 |
| Finnland           | 1700              | 3800                           | 1000             | 7000   |
| Estland            | 5000              | 10500                          | 2000             | 17500  |
| Lettland           | 2200              | 2100                           | 200              | 5200   |
| SUMME              | 228900            | 329000                         | 62100            | 729300 |